# Allerton (Iowa)
Allerton ist eine Stadt (mit dem Status „City“) im Wayne County im US-amerikanischen Bundesstaat Iowa. Im Jahr 2010 hatte Allerton 501 Einwohner, deren Zahl sich bis 2013 leicht auf 500 verringerte. Das U.S. Census Bureau hat bei der Volkszählung 2020 eine Einwohnerzahl von 430 ermittelt.

## Geografie
Allerton liegt im Süden Iowas, 15 km nördlich der Grenze zum Nachbarstaat Missouri. Der die Grenze zu Nebraska bildende Missouri River fließt rund 230 km westlich; rund 180 km östlich bildet der Mississippi die Grenze Iowas zu Illinois.
Die geografischen Koordinaten von Allerton sind 40°42′23″ nördlicher Breite und 93°21′55″ westlicher Länge. Die Stadt erstreckt sich über eine Fläche von 2,95 km² und ist die größte Ortschaft innerhalb der Warren Township.
Nachbarorte von Allerton sind Corydon (9,5 km nordöstlich), Seymour (23,6 km östlich), Powersville in Missouri (23,3 km südsüdöstlich) und Clio (15 km südwestlich).
Die nächstgelegenen größeren Städte sind Iowas Hauptstadt Des Moines (121 km nordnordwestlich), Iowa City (253 km nordöstlich), Cedar Rapids (274 km in der gleichen Richtung), die Quad Cities in Iowa und Illinois (314 km ostnordöstlich), Peoria in Illinois (377 km östlich), Illinois’ Hauptstadt Springfield (414 km ostsüdöstlich), St. Louis in Missouri (450 km südöstlich), Kansas City in Missouri (236 km südsüdwestlich), Nebraskas Hauptstadt Lincoln (314 km westlich), Nebraskas größte Stadt Omaha (279 km westnordwestlich) und Sioux City (424 km nordwestlich).

## Verkehr
Der Iowa State Highway 40 verläuft in Nord-Süd-Richtung als Hauptstraße durch Allerton. Alle weiteren Straßen sind untergeordnete Landstraßen, teils unbefestigte Fahrwege sowie innerörtliche Verbindungsstraßen.
Durch Allerton führt eine Eisenbahnlinie für den Frachtverkehr der Canadian Pacific Railway (CP).
Mit dem Corydon Airport befindet sich 9,5 km nordöstlich ein kleiner Flugplatz. Der nächste Verkehrsflughafen ist der Des Moines International Airport (118 km nordnordwestlich).

## Bevölkerung
Nach der Volkszählung im Jahr 2010 lebten in Allerton 501 Menschen in 217 Haushalten. Die Bevölkerungsdichte betrug 169,8 Einwohner pro Quadratkilometer. In den 217 Haushalten lebten statistisch je 2,31 Personen.
Ethnisch betrachtet bestand die Bevölkerung mit vier Ausnahmen nur aus Weißen. Unabhängig von der ethnischen Zugehörigkeit waren 0,2 Prozent (eine Person) der Bevölkerung spanischer oder lateinamerikanischer Abstammung.
21,6 Prozent der Bevölkerung waren unter 18 Jahre alt, 60,6 Prozent waren zwischen 18 und 64 und 17,8 Prozent waren 65 Jahre oder älter. 52,1 Prozent der Bevölkerung waren weiblich.
Das mittlere jährliche Einkommen eines Haushalts lag bei 36.397 USD. Das Pro-Kopf-Einkommen betrug 15.544 USD. 15,7 Prozent der Einwohner lebten unterhalb der Armutsgrenze.

## Bekannte Bewohner
- Hiram Kinsman Evans (1863–1941) – republikanischer Abgeordneter des US-Repräsentantenhauses (1923–1925) – besuchte die Schule in Allerton